# Robô militar

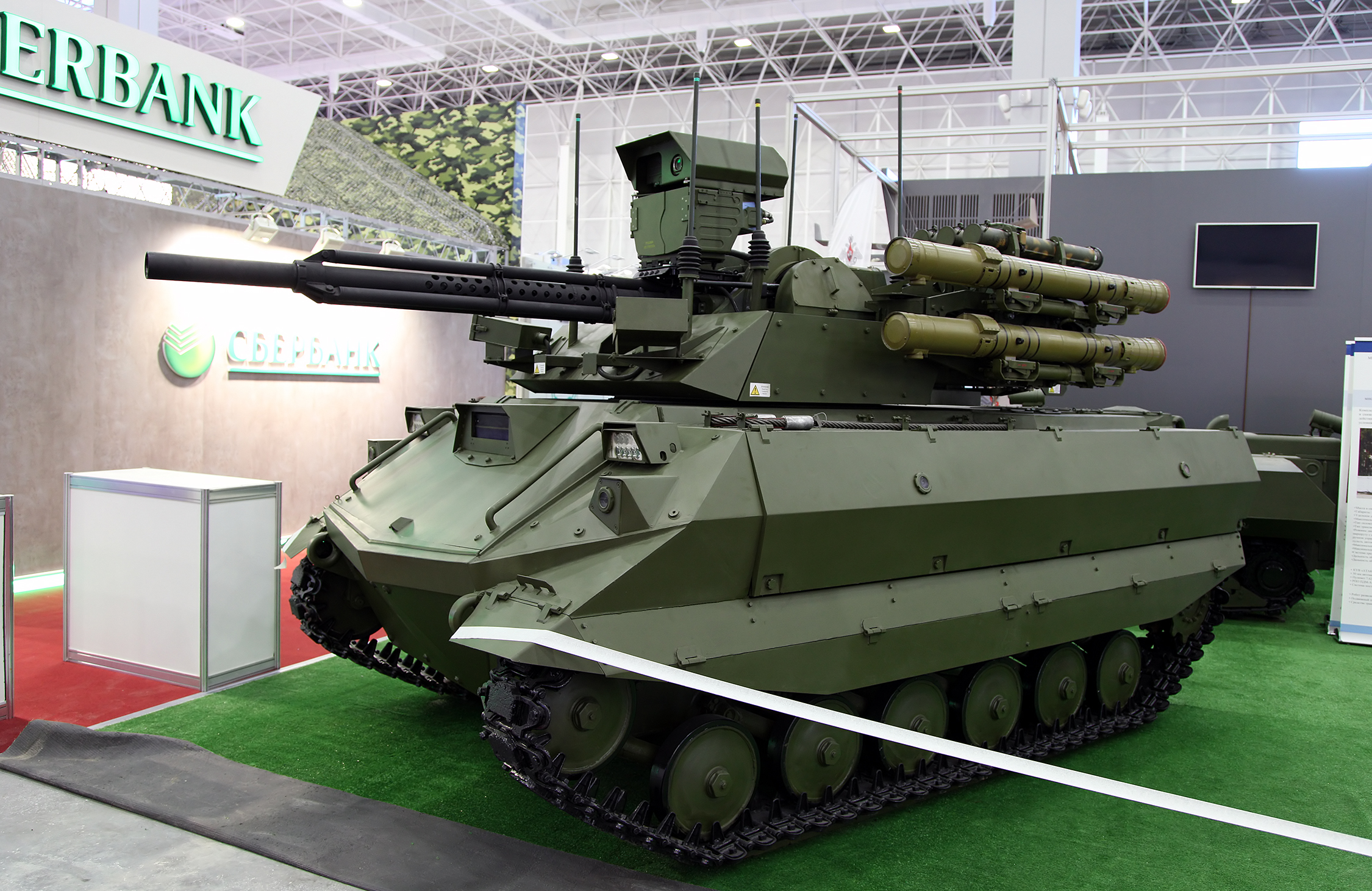
Veículo terrestre não tripulado de combate Urano-9 - Fórum técnico-militar "EXÉRCITO" (2016).

Um robô militar é um tipo de robô utilizado para fins militares.